# 马杜古
马杜古（Madougou）是马里莫普提区的一座村庄和公社（马里第三级行政单位），位于马里中部狭长地带南部，1998年公社估计人口数为24,600人。 马杜古是莫普提区16个公社之一。